# 德惠縣 (越南)
德惠县是越南隆安省下辖的一个县。

## 地理
德惠县东接德和县，西接柬埔寨，南接𤅶溧县、守承县和盛化县，北接西宁省盏盘市社。

## 历史
1959年3月3日，设立德惠郡。
1963年10月15日，划归厚义省管辖。
1976年，德惠郡改设为德惠县，隶属隆安省，下辖平和南社、平和北社、平城社、美贵东社、美贵西社、美盛北社、美盛东社、美盛西社8社。
1989年6月26日，平城社部分区域划归新盛县顺义和社管辖。
1991年11月23日，美盛东社析置东城市镇。
1994年3月24日，平城社析置平和兴社。
2003年5月15日，平城社和平和兴社析置美平社。

## 行政区划
德惠县下辖1市镇10社，县莅东城市镇。
- 东城市镇（Thị trấn Đông Thành）
- 平和北社（Xã Bình Hòa Bắc）
- 平和兴社（Xã Bình Hòa Hưng）
- 平和南社（Xã Bình Hòa Nam）
- 平城社（Xã Bình Thành）
- 美平社（Xã Mỹ Bình）
- 美贵东社（Xã Mỹ Quý Đông）
- 美贵西社（Xã Mỹ Quý Tây）
- 美盛北社（Xã Mỹ Thạnh Bắc）
- 美盛东社（Xã Mỹ Thạnh Đông）
- 美盛西社（Xã Mỹ Thạnh Tây）